# کمرقیه
کمرقیه روستایی است که در استان اردبیل، شهرستان گرمی، بخش موران، دهستان آزادلو قرار دارد.

## جمعیت
بر اساس سرشماری سال ۱۳۸۵ جمعیت این روستا ۲۲۷ نفر با ۴۲ خانوار بوده‌است.